# Santa Rita do Pardo
Santa Rita do Pardo – miasto i gmina w Brazylii, w stanie Mato Grosso do Sul.